# しろくまベッコムが来た!
『しろくまベッコムが来た!』（原題：빼꼼、英語表記：Backkom、欧米：Bernard）は、韓国製作のCGアニメーション作品。

## 概要
好奇心旺盛で自分勝手な白熊・ベッコムが様々なトラブルに遭遇する3分程度のショート・アニメーションであり、2006年の「シュトゥットガルト国際アニメーション映画祭」でベスト・アニメーション賞を受賞。また、フランスや韓国の教育テレビで放送され、EBSにおいて最高視聴率を記録するなどの高い評価を受けている作品であり、2009年5月からは日本のカートゥーン ネットワークでも放送されている。

## 登場キャラクター
ベッコム
白熊。好奇心旺盛でワガママ、そしてせっかちな性格。日常で様々なことに興味を示すが、私利私欲や不注意などが災いして思わぬアクシデントに遭遇するのがお約束の不幸体質で、毎回ろくな目に遭わない。トトに思いを寄せていて気を引くために行動を起こすも、報われたことはない。
コンコン
蝶ネクタイが特徴の雄ペンギン。自立心の強い性格だが、気の小さい一面も見せる。ベッコムとはライバル同士である。
トト
白い髪が特徴の雌ペンギン。
フダダク
トカゲ。短気で自由気ままな性格。いつもクールで誰とも馴染もうとはしない。ベッコムのアクシデントに巻き込まれることが多く、ろくな目に遭っていない。

## 長編
『しろくまベッコムと空飛ぶマグカップ～小さなベベの大冒険～』（原題：Mug Travel）というタイトルで製作され、日本のカートゥーン ネットワークでも放送されている。作中の日本語版ナレーションは平野綾。

### あらすじ
ちょっぴり気弱な少年ベベのペンダントから巨大なマグカップが現れ、彼を乗せて飛んだ先にはベッコムの住む北極であった。ベベは家を帰る方法を探しているうちにベッコムたちと様々な危機を乗り越えて、勇気や友情を学び成長していく。

### 本作のみ登場するキャラクター
ベベ
気弱な5歳の少年。